# Etil oktanoat
Etil-oktanoat − poznat i kao etil-kaprilat − je estar masne kiseline, koji nastaje od kaprilne kiseline i etanola. Molekulska formula mu je CH3(CH2)6COOCH2CH3.
Upotrebljava se u prehrambenoj industriji i parfimeriji, za aromatiriranje. Prisutan je u mnogom voću i alkoholnim pićima. On ima jak miris voća i cveća i koristi se u formiranju voćne arome.